# Japonia na Zimowych Igrzyskach Olimpijskich 1994
Japonię na Zimowych Igrzyskach Olimpijskich 1994 reprezentowało 59 zawodników: czterdziestu trzech mężczyzn i szesnaście kobiet. Był to piętnasty start reprezentacji Japonii na zimowych igrzyskach olimpijskich.

## Medaliści
| Medal | Imię i nazwisko                                               | Dyscyplina          | Konkurencja                               |
| ----- | ------------------------------------------------------------- | ------------------- | ----------------------------------------- |
|       | Takanori Kōno Masashi Abe Kenji Ogiwara                       | Kombinacja norweska | Drużynowy mężczyzn                        |
|       | Takanori Kōno                                                 | Kombinacja norweska | Indywidualny mężczyzn                     |
|       | Jin’ya Nishikata Takanobu Okabe Noriaki Kasai Masahiko Harada | Skoki narciarskie   | Drużynowy mężczyzn – skocznia duża (K120) |
|       | Manabu Horii                                                  | Łyżwiarstwo szybkie | Bieg na 500 m mężczyzn                    |
|       | Hiromi Yamamoto                                               | Łyżwiarstwo szybkie | Bieg na 5000 m kobiet                     |

## Skład reprezentacji

### Narciarstwo alpejskie
Mężczyźni
| Zawodnik        | Konkurencja   | Wyścig 1     | Wyścig 2     | Suma         | Suma    |
| Zawodnik        | Konkurencja   | Czas         | Czas         | Czas         | Miejsce |
| --------------- | ------------- | ------------ | ------------ | ------------ | ------- |
| Kiminobu Kimura | Supergigant   |              |              | 1:36.38      | 33      |
| Kiminobu Kimura | Slalom gigant | 1:31.86      | 1:26.64      | 2:58.50      | 26      |
| Gaku Hirasawa   | Slalom        | Nie ukończył | –            | Nie ukończył | –       |
| Takuya Ishioka  | Slalom        | 1:05.94      | 1:04.40      | 2:10.34      | 19      |
| Kiminobu Kimura | Slalom        | 1:05.26      | 1:02.71      | 2:07.97      | 18      |
| Tetsuya Okabe   | Slalom        | 1:03.98      | Nie ukończył | Nie ukończył | –       |

Kombinacja mężczyzn
| Zawodnik        | Zjazd   | Slalom       | Slalom       | Suma         | Suma    |
| Zawodnik        | Czas    | Czas 1       | Czas 2       | Łączny czas  | Miejsce |
| --------------- | ------- | ------------ | ------------ | ------------ | ------- |
| Kiminobu Kimura | 1:41.73 | 51.45        | Nie ukończył | Nie ukończył | –       |
| Takuya Ishioka  | 1:40.55 | Nie ukończył | –            | Nie ukończył | –       |

Kobiety
| Zawodniczka  | Konkurencja | Wyścig 1 | Wyścig 2 | Suma    | Suma    |
| Zawodniczka  | Konkurencja | Czas     | Czas     | Czas    | Miejsce |
| ------------ | ----------- | -------- | -------- | ------- | ------- |
| Emi Kawabata | Zjazd       |          |          | 1:38.29 | 21      |
| Emi Kawabata | Supergigant |          |          | 1:23.90 | 24      |

Kombinacja kobiet
| Zawodniczka  | Zjazd   | Slalom | Slalom | Suma        | Suma    |
| Zawodniczka  | Czas    | Czas 1 | Czas 2 | Łączny czas | Miejsce |
| ------------ | ------- | ------ | ------ | ----------- | ------- |
| Emi Kawabata | 1:29.00 | 56.50  | 52.72  | 3:18.22     | 17      |

### Biathlon
Mężczyźni
| Konkurencja     | Zawodnik     | Pudła | Czas    | Miejsce |
| --------------- | ------------ | ----- | ------- | ------- |
| Sprint na 10 km | Misao Kodate | 3     | 31:40.2 | 42      |

| Konkurencja   | Zawodnik     | Czas    | Pudła | Skorygowany czas | Miejsce |
| ------------- | ------------ | ------- | ----- | ---------------- | ------- |
| Bieg na 20 km | Misao Kodate | 58:34.6 | 7     | 1'05:34.6        | 62      |

Kobiety
| Konkurencja      | Zawodniczka          | Pudła | Czas    | Miejsce |
| ---------------- | -------------------- | ----- | ------- | ------- |
| Sprint na 7,5 km | Yoshiko Honda-Mikami | 2     | 28:37.3 | 44      |

| Konkurencja   | Zawodniczka          | Czas    | Pudła | Skorygowany czas | Miejsce |
| ------------- | -------------------- | ------- | ----- | ---------------- | ------- |
| Bieg na 15 km | Yoshiko Honda-Mikami | 54:00.5 | 6     | 1'00:00.5        | 54      |

### Bobsleje
| Osada | Zawodnicy                     | Konkurencja | Ślizg 1 | Ślizg 1 | Ślizg 2 | Ślizg 2 | Ślizg 3 | Ślizg 3 | Ślizg 4 | Ślizg 4 | Suma    | Suma    |
| Osada | Zawodnicy                     | Konkurencja | Czas    | Miejsce | Czas    | Miejsce | Czas    | Miejsce | Czas    | Miejsce | Czas    | Miejsce |
| ----- | ----------------------------- | ----------- | ------- | ------- | ------- | ------- | ------- | ------- | ------- | ------- | ------- | ------- |
| JPN-1 | Toshio Wakita Takashi Ohori   | Dwójki      | 53.43   | 20      | 53.51   | 16      | 53.47   | 18      | 53.69   | 18      | 3:34.10 | 19      |
| JPN-2 | Naomi Takewaki Hiroshi Suzuki | Dwójki      | 53.08   | 16      | 53.72   | 22      | 53.47   | 18      | 53.73   | 19      | 3:34.00 | 18      |

| Osada | Zawodnicy                                                   | Konkurencja | Ślizg 1 | Ślizg 1 | Ślizg 2 | Ślizg 2 | Ślizg 3 | Ślizg 3 | Ślizg 4 | Ślizg 4 | Suma    | Suma    |
| Osada | Zawodnicy                                                   | Konkurencja | Czas    | Miejsce | Czas    | Miejsce | Czas    | Miejsce | Czas    | Miejsce | Czas    | Miejsce |
| ----- | ----------------------------------------------------------- | ----------- | ------- | ------- | ------- | ------- | ------- | ------- | ------- | ------- | ------- | ------- |
| JPN-1 | Naomi Takewaki Hiroyuki Oshima Hiroshi Suzuki Takashi Ohori | Czwórki     | 52.56   | 21      | 52.83   | 23      | 52.55   | 12      | 52.73   | 16      | 3:30.67 | 18      |

### Biegi narciarskie
Mężczyźni
| Konkurencja                             | Zawodnik           | Wyścig    | Wyścig  |
| Konkurencja                             | Zawodnik           | Czas      | Miejsce |
| --------------------------------------- | ------------------ | --------- | ------- |
| Bieg na 10 km stylem klasycznym         | Masaaki Kozu       | 28:20.2   | 72      |
| Bieg na 10 km stylem klasycznym         | Hiroyuki Imai      | 26:48.8   | 40      |
| Bieg na 10 km stylem klasycznym         | Mitsuo Horigome    | 26:36.2   | 31      |
| Bieg na 10 km stylem klasycznym         | Kazunari Sasaki    | 26:12.1   | 25      |
| Bieg pościgowy na 15 km stylem dowolnym | Masaaki Kozu       | 43:30.1   | 54      |
| Bieg pościgowy na 15 km stylem dowolnym | Hiroyuki Imai      | 41:59.8   | 42      |
| Bieg pościgowy na 15 km stylem dowolnym | Mitsuo Horigome    | 40:47.0   | 27      |
| Bieg pościgowy na 15 km stylem dowolnym | Kazunari Sasaki    | 39:40.5   | 18      |
| Bieg na 30 km stylem dowolnym           | Kazutoshi Nagahama | 1'22:24.9 | 48      |
| Bieg na 30 km stylem dowolnym           | Kazunari Sasaki    | 1'20:52.1 | 39      |
| Bieg na 30 km stylem dowolnym           | Hiroyuki Imai      | 1'18:03.7 | 20      |
| Bieg na 30 km stylem dowolnym           | Mitsuo Horigome    | 1'17:49.4 | 19      |
| Bieg na 50 km stylem klasycznym         | Kazutoshi Nagahama | 2'22:30.2 | 48      |
| Bieg na 50 km stylem klasycznym         | Hiroyuki Imai      | 2'17:55.2 | 28      |
| Bieg na 50 km stylem klasycznym         | Kazunari Sasaki    | 2'16:51.7 | 24      |

Sztafeta mężczyzn 4 x 10 km
| Zawodnicy                                                     | Wyścig    | Wyścig  |
| Zawodnicy                                                     | Czas      | Miejsce |
| ------------------------------------------------------------- | --------- | ------- |
| Hiroyuki Imai Kazutoshi Nagahama Kazunari Sasaki Masaaki Kozu | 1'49:42.1 | 14      |

Kobiety
| Konkurencja                             | Zawodniczka     | Wyścig    | Wyścig  |
| Konkurencja                             | Zawodniczka     | Cza       | Miejsce |
| --------------------------------------- | --------------- | --------- | ------- |
| Bieg na 5 km stylem klasycznym          | Sumiko Yokoyama | 16:30.5   | 50      |
| Bieg na 5 km stylem klasycznym          | Fumiko Aoki     | 15:41.9   | 26      |
| Bieg pościgowy na 10 km stylem dowolnym | Sumiko Yokoyama | 32:48.0   | 36      |
| Bieg pościgowy na 10 km stylem dowolnym | Fumiko Aoki     | 30:00.4   | 16      |
| Bieg na 15 km stylem dowolnym           | Sumiko Yokoyama | 46:00.4   | 36      |
| Bieg na 15 km stylem dowolnym           | Fumiko Aoki     | 43:01.4   | 11      |
| Bieg na 30 km stylem klasycznym         | Sumiko Yokoyama | 1'37:14.7 | 45      |
| Bieg na 30 km stylem klasycznym         | Fumiko Aoki     | 1'32:22.3 | 26      |

### Łyżwiarstwo figurowe
Mężczyźni
| Zawodnik          | SP | FS | TFP  | Miejsce |
| ----------------- | -- | -- | ---- | ------- |
| Fumihiro Oikawa   | 21 | 22 | 32.5 | 22      |
| Masakazu Kagiyama | 11 | 11 | 16.5 | 12      |

Kobiety
| Zawodniczka | SP | FS | TFP  | Miejsce |
| ----------- | -- | -- | ---- | ------- |
| Rena Inoue  | 19 | 18 | 27.0 | 18      |
| Yuka Satō   | 7  | 5  | 8.5  | 5       |

### Narciarstwo dowolne
Mężczyźni
| Zawodnik       | Konkurencja | Kwalifikacja | Kwalifikacja | Kwalifikacja | Finał                  | Finał                  | Finał                  |
| Zawodnik       | Konkurencja | Czas         | Punkty       | Miejsce      | Czas                   | Punkty                 | Miejsce                |
| -------------- | ----------- | ------------ | ------------ | ------------ | ---------------------- | ---------------------- | ---------------------- |
| Gota Miura     | Moguls      | 26.49        | 20.15        | 27           | Nie zakwalifikował się | Nie zakwalifikował się | Nie zakwalifikował się |
| Hiroshi Machii | Aerials     |              | 153.53       | 20           | Nie zakwalifikował się | Nie zakwalifikował się | Nie zakwalifikował się |

Kobiety
| Zawodniczka | Konkurencja      | Kwalifikacja | Kwalifikacja | Kwalifikacja | Finał | Finał  | Finał   |
| Zawodniczka | Konkurencja      | Czas         | Punkty       | Miejsce      | Czas  | Punkty | Miejsce |
| ----------- | ---------------- | ------------ | ------------ | ------------ | ----- | ------ | ------- |
| Tae Satoya  | Jazda na muldach | 30.42        | 23.32        | 10 Q         | 30.06 | 23.18  | 11      |

### Saneczkarstwo
Mężczyźni
| Zawodnik           | Ślizg 1 | Ślizg 1 | Ślizg 2 | Ślizg 2 | Ślizg 3 | Ślizg 3 | Ślizg 4 | Ślizg 4 | Suma     | Suma    |
| Zawodnik           | Czas    | Miejsce | Czas    | Miejsce | Czas    | Miejsce | Czas    | Miejsce | Czas     | Miejsce |
| ------------------ | ------- | ------- | ------- | ------- | ------- | ------- | ------- | ------- | -------- | ------- |
| Atsushi Sasaki     | 52.460  | 29      | 52.661  | 30      | 52.241  | 27      | 52.434  | 27      | 3:29.796 | 28      |
| Yuji Sasaki        | 51.970  | 24      | 52.279  | 26      | 52.286  | 28      | 51.943  | 24      | 3:28.478 | 25      |
| Kazuhiko Takamatsu | 51.658  | 22      | 51.471  | 19      | 51.782  | 23      | 52.192  | 25      | 3:27.103 | 22      |

Dwójki mężczyzn
| Zawodnicy                  | Ślizg 1 | Ślizg 1 | Ślizg 2 | Ślizg 2 | Suma     | Suma    |
| Zawodnicy                  | Czas    | Miejsce | Czas    | Miejsce | Czas     | Miejsce |
| -------------------------- | ------- | ------- | ------- | ------- | -------- | ------- |
| Atsushi Sasaki Yuji Sasaki | 50.782  | 18      | 49.342  | 15      | 1:40.124 | 18      |

### Kombinacja norweska
Indywidualny mężczyzn
Konkurencje:
- Skoki narciarskie – normalna skocznia
- Biegi narciarskie – bieg na 15 km

| Zawodnik       | Konkurencja  | Skoki narciarskie | Skoki narciarskie | Biegi narciarskie | Suma |
| Zawodnik       | Konkurencja  | Punkty            | Miejsce           | Biegi narciarskie | Suma |
| -------------- | ------------ | ----------------- | ----------------- | ----------------- | ---- |
| Masashi Abe    | Indywidualny | 207.0             | 14                | 43:21.7           | 10   |
| Junichi Kogawa | Indywidualny | 220.5             | 8                 | 45:33.8           | 19   |
| Kenji Ogiwara  | Indywidualny | 231.0             | 6                 | 41:16.7           | 4    |
| Takanori Kōno  | Indywidualny | 239.5             | 4                 | 40:25.4           |      |

Drużynowy mężczyzn
Konkurencje:
- Skoki narciarskie – normalna skocznia
- Biegi narciarskie – Bieg na 10 km

| Zawodnicy                               | Skoki narciarskie | Skoki narciarskie | Biegi narciarskie | Suma |
| Zawodnicy                               | Punkty            | Miejsce           | Biegi narciarskie | Suma |
| --------------------------------------- | ----------------- | ----------------- | ----------------- | ---- |
| Takanori Kōno Kenji Ogiwara Masashi Abe | 733.5             | 1                 | 1'22:51.8         |      |

### Short track
Mężczyźni
| Zawodnik                                                    | Konkurencja     | Runda 1 | Runda 1 | Ćwierćfinał            | Ćwierćfinał            | Półfinał               | Półfinał               | Finał                  | Finał                  |
| Zawodnik                                                    | Konkurencja     | Czas    | Miejsce | Czas                   | Miejsce                | Czas                   | Miejsce                | Czas                   | Finałowe miejsce       |
| ----------------------------------------------------------- | --------------- | ------- | ------- | ---------------------- | ---------------------- | ---------------------- | ---------------------- | ---------------------- | ---------------------- |
| Jun Uematsu                                                 | Bieg na 500 m   | 44.50   | 2 Q     | 44.20                  | 4                      | Nie zakwalifikował się | Nie zakwalifikował się | Nie zakwalifikował się | Nie zakwalifikował się |
| Satoru Terao                                                | Bieg na 500 m   | 44.88   | 2 Q     | 44.27                  | 3                      | Nie zakwalifikował się | Nie zakwalifikował się | Nie zakwalifikował się | Nie zakwalifikował się |
| Satoru Terao                                                | Bieg na 1000 m  | 1:31.11 | 1 Q     | 1:29.64                | 2 Q                    | 1:43.58                | 4 QB                   | 1:33.39                | 6                      |
| Jun Uematsu                                                 | Bieg na 1000 m  | 1:32.67 | 3       | Nie zakwalifikował się | Nie zakwalifikował się | Nie zakwalifikował się | Nie zakwalifikował się | Nie zakwalifikował się | Nie zakwalifikował się |
| Yuichi Akasaka Tatsuyoshi Ishihara Satoru Terao Jun Uematsu | Sztafeta 5000 m |         |         |                        |                        | 7:15.85                | 3 QB                   | 7:19.11                | 5                      |

Kobiety
| Zawodniczka   | Konkurencja   | Runda 1 | Runda 1 | Ćwierćfinał | Ćwierćfinał | Półfinał                | Półfinał                | Finał                   | Finał                   |
| Zawodniczka   | Konkurencja   | Czas    | Miejsce | Czas        | Miejsce     | Czas                    | Miejsce                 | Czas                    | Finałowe miejsce        |
| ------------- | ------------- | ------- | ------- | ----------- | ----------- | ----------------------- | ----------------------- | ----------------------- | ----------------------- |
| Ayako Tsubaki | Bieg na 500 m | 48.49   | 1 Q     | 47.51       | 3           | Nie zakwalifikowała się | Nie zakwalifikowała się | Nie zakwalifikowała się | Nie zakwalifikowała się |
| Ayako Tsubaki | 1000 m        | 1:39.31 | 1 Q     | 1:39.12     | 3           | Nie zakwalifikowała się | Nie zakwalifikowała się | Nie zakwalifikowała się | Nie zakwalifikowała się |

### Skoki narciarskie
| Zawodnik         | Konkurencja       | Skok 1    | Skok 1 | Skok 2    | Skok 2 | Suma  | Suma    |
| Zawodnik         | Konkurencja       | Odległość | Nota   | Odległość | Nota   | Nota  | Miejsce |
| ---------------- | ----------------- | --------- | ------ | --------- | ------ | ----- | ------- |
| Masahiko Harada  | Skocznia normalna | 92.0      | 120.5  | 54.5      | 5.0    | 125.5 | 55      |
| Takanobu Okabe   | Skocznia normalna | 95.0      | 125.5  | 95.5      | 126.5  | 252.0 | 9       |
| Jin’ya Nishikata | Skocznia normalna | 99.0      | 130.0  | 94.0      | 123.0  | 253.0 | 8       |
| Noriaki Kasai    | Skocznia normalna | 98.0      | 134.5  | 93.0      | 124.5  | 259.0 | 5       |
| Noriaki Kasai    | Skocznia duża     | 110.0     | 99.0   | 109.5     | 97.1   | 196.1 | 14      |
| Takanobu Okabe   | Skocznia duża     | 117.0     | 110.6  | 128.0     | 132.9  | 243.5 | 4       |
| Jin’ya Nishikata | Skocznia duża     | 123.5     | 120.8  | 110.0     | 97.5   | 218.3 | 8       |
| Masahiko Harada  | Skocznia duża     | 122.0     | 121.1  | 101.0     | 78.8   | 199.9 | 13      |

Drużynowy mężczyzn – Skocznia duża
| Zawodnicy                                                     | Wynik | Wynik   |
| Zawodnicy                                                     | Nota  | Miejsce |
| ------------------------------------------------------------- | ----- | ------- |
| Takanobu Okabe Jin’ya Nishikata Noriaki Kasai Masahiko Harada | 956.9 |         |

### Łyżwiarstwo szybkie
Mężczyźni
| Konkurencja      | Zawodnik          | Wyścig   | Wyścig  |
| Konkurencja      | Zawodnik          | Czas     | Miejsce |
| ---------------- | ----------------- | -------- | ------- |
| Bieg na 500 m    | Yasunori Miyabe   | 36.72    | 9       |
| Bieg na 500 m    | Jun’ichi Inoue    | 36.63    | 6       |
| Bieg na 500 m    | Hiroyasu Shimizu  | 36.60    | 5       |
| Bieg na 500 m    | Manabu Horii      | 36.53    |         |
| Bieg na 1000 m   | Hiroyasu Smihizu  | 1:15.01  | 19      |
| Bieg na 1000 m   | Yukinori Miyabe   | 1:14.28  | 14      |
| Bieg na 1000 m   | Toshiyuki Kuroiwa | 1:13.95  | 11      |
| Bieg na 1000 m   | Jun’ichi Inoue    | 1:13.75  | 8       |
| Bieg na 1500 m   | Toshihiko Itokawa | 1:56.67  | 27      |
| Bieg na 1500 m   | Yukinori Miyabe   | 1:55.56  | 21      |
| Bieg na 1500 m   | Tōru Aoyanagi     | 1:54.85  | 15      |
| Bieg na 5000 m   | Tōru Aoyanagi     | 6:59.88  | 24      |
| Bieg na 5000 m   | Kazuhiro Sato     | 6:54.83  | 13      |
| Bieg na 5000 m   | Toshihiko Itokawa | 6:49.36  | 6       |
| Bieg na 10 000 m | Kazuhiro Sato     | 14:18.44 | 13      |
| Bieg na 10 000 m | Toshihiko Itokawa | 14:17.00 | 11      |

Kobiety
| Konkurencja    | Zawodniczka     | Wyścig  | Wyścig  |
| Konkurencja    | Zawodniczka     | Czas    | Miejsce |
| -------------- | --------------- | ------- | ------- |
| Bieg na 500 m  | Mayumi Yamamoto | 41.20   | 25      |
| Bieg na 500 m  | Shiho Kusunose  | 40.94   | 18      |
| Bieg na 500 m  | Tomomi Okazaki  | 40.55   | 14      |
| Bieg na 500 m  | Kyōko Shimazaki | 40.26   | 10      |
| Bieg na 1000 m | Mayumi Yamamoto | 1:23.15 | 27      |
| Bieg na 1000 m | Seiko Hashimoto | 1:22.31 | 21      |
| Bieg na 1000 m | Kyōko Shimazaki | 1:21.96 | 18      |
| Bieg na 1000 m | Shiho Kusunose  | 1:20.37 | 6       |
| Bieg na 1500 m | Maki Tabata     | 2:06.79 | 16      |
| Bieg na 1500 m | Hiromi Yamamoto | 2:06.54 | 15      |
| Bieg na 1500 m | Shiho Kusunose  | 2:06.20 | 13      |
| Bieg na 1500 m | Seiko Hashimoto | 2:04.98 | 9       |
| Bieg na 3000 m | Miki Ogasawara  | 4:25.27 | 10      |
| Bieg na 3000 m | Hiromi Yamamoto | 4:22.37 | 7       |
| Bieg na 3000 m | Seiko Hashimoto | 4:21.07 | 6       |
| Bieg na 5000 m | Miki Ogasawara  | 7:30.47 | 9       |
| Bieg na 5000 m | Seiko Hashimoto | 7:29.79 | 8       |
| Bieg na 5000 m | Hiromi Yamamoto | 7:19.68 |         |